# Темрява на Діамантині
«Темрява на Діамантині» (англ. The Darkness on Diamondia) — науково-фантастичний роман канадського письменника Альфреда ван Вогта, опублікований 1972 року. Роман є розширеною версією оповідання 1969 року «Люди, повертайтесь додому!».

## Сюжет
Полковника Мортона відправляють на планету Діамантина, щоб доповісти про війну, яка триває там між нелюдською расою Іріск та поселенцями, які походять від землян. Здається, щось пішло жахливо не так, і настає темрява, яка викликає психічну плутанину, як епідемія. Ця темрява впливає на обидві сторони, тому полковник має підозру, що вона спровокована втручанням ззовні. Цей зовнішній вплив діє цілеспрямовано і змішує духи та особистості. Мортон здатний атакувати цю третю сторону лише потужною зброєю, але він також розуміє, що ворог занадто потужний для нього і навіть для всього людства.